# 高木ゆう子
高木 ゆう子（たかぎ ゆうこ）は、日本の女性声優。
以前は青二プロダクションに所属していた。

## 出演作品

### テレビドラマ
- 雑居時代 第17話「母性本能刺激作戦」（1974年、日本テレビ / ユニオン映画） - 娘 役

### テレビアニメ
1980年
- 燃えろアーサー 白馬の王子（女忍者）

1981年
- 若草の四姉妹（マーガレット・マーチ（メグ））

1982年
- The・かぼちゃワイン（女性客、女子寮生、母親、お手伝いさん）
- 太陽の牙ダグラム（女）
- パタリロ!

1983年
- 光速電神アルベガス（神律子[1]）
- ストップ!! ひばりくん!（みちこ、女性客）
- タオタオ絵本館

1984年
- Gu-Guガンモ（子供）

### 劇場アニメ
1981年
- シリウスの伝説（火の子達）

1982年
- アンドロメダ・ストーリーズ（侍女）

1983年
- ドキュメント 太陽の牙ダグラム（女）